# No me pidas que te bese, porque te besaré
No me pidas que te bese porque te besaré es el primer largometraje que dirige, escribe y coprotagoniza Albert Espinosa, se trata de una adaptación de dos obras de teatro que escribió anteriormente 'No me pidas que te bese, porque te besaré' y 'El club de les palles'. La película intentaba ser un homenaje a un curso que impartió durante cinco años a personas con diversidad funcional.

## Sinopsis
Año 2008, a Albert (Eloy Azorín) le faltan cinco días para casarse con Helena (Teresa Hurtado de Ory) y le asaltan las dudas. Decide apuntarse a un curso de guitarra, pero las plazas están agotadas por lo que decide cursar uno para personas con diversidad funcional -Espinosa rechaza el término: él prefiere hablar de especiales - impartido por Javier (Roberto Enríquez), donde encontrará su refugio para esconderse de su novia y le permitirá conocer a sus compañeros, Ekaitz (Pablo Rivero), Pol (Jan Cornet), Andreu (Andreu Rifé), Marcos(Golan Josef) y Carol (Rebeca Comerma) que son tan especiales, que no sólo le ayudarán a componer una canción, sino que además le harán plantearse lo que es realmente importante en su vida.

## Adaptación de la obra de teatro
- No me pidas que te bese, porque te besaré (teatro; estrenada en la sala de teatro alternativo Tantarantana de Barcelona en enero de 2004).Se mantuvo durante 3 años en cartel en Barcelona y cinco teatros diferentes.
- El club de les palles (El club de las pajas) (teatro; estrenada en el Teatre Nacional de Catalunya en marzo de 2004).

Dirigida por Toni Casares e interpretada por Mireia Aixalà, Albert Espinosa y Sergio Caballero

## Premios
- Nominada a 4 premios Gaudí a Mejor Película, Sonido, Actriz Secundaria y Guion.
- Ganadora de Mejor Guion en los Premios Barcelona.
- Premio al Mejor Guion en el Festival de Alcoy.
- Mejor Película en el Festival de Tudela.

## Crítica
"Espinosa logra ir desarticulando todo prejuicio y toda resistencia hasta ganar el pulso. (...) con sus virtudes, sus defectos y, sobre todo, esa poca vergüenza reciclada en virtud, puede contener ciertas propiedades benéficas para todo espectador" (Jordi Costa: Diario El País)
"Cine con muletas. (...) una trama algo tópica (...) Espinosa desparrama su talento para los diálogos, pero el texto no logra traspasar la fina membrana de la credibilidad." (Federico Marín Bellón: Diario ABC)
"la discapacidad intelectual llega al cine"